# Wilhelm Miklas
Wilhelm Miklas (ur. 15 października 1872 w Krems an der Donau, zm. 20 marca 1956 w Wiedniu) – austriacki polityk, który pełnił urząd trzeciego prezydenta republiki przez 10 lat (1928–1938) do czasu wchłonięcia kraju przez III Rzeszę.

## Życiorys
Urodzony jako syn urzędnika pocztowego w Krems an der Donau Miklas studiował geografię oraz historię na Uniwersytecie Wiedeńskim. Angażował się też w działalność polityczną i z czasem został jednym z czołowych działaczy Austriackiej Partii Chrześcijańsko-Społecznej. Z jej ramienia został wybrany 10 grudnia 1928 prezydentem Austrii.
Jako prezydent popierał rządy kanclerza Engelberta Dollfußa, oraz jego politykę utrzymania suwerenności Austrii i niedopuszczenia do aneksji przez Niemcy. W czasie nieudanego puczu nazistowskiego w 1934, kiedy Dollfuß został zamordowany, Miklas miał współudział w jego stłumieniu. Po opanowaniu sytuacji mianował nowym kanclerzem Kurta Schuschnigga.
Podczas drugiej, udanej próby wcielenia Austrii do Rzeszy w 1938 r. Miklas stawił najtwardszy opór kapitulacji wobec III Rzeszy, nawet po wymuszonej zgodzie kanclerza Schuschnigga. Ponadto był bardzo niepopularny wśród nazistów, albowiem po pierwszym puczu odmówił skorzystania z prawa łaski wobec ich kolegów, skazanych na śmierć przez powieszenie.
Początkowo w czasie przygotowań do anschlussu i nacisków na niego zgodził się na udzielenie amnestii uwięzionym nazistom, ale odmówił zgody na wejście ich przywódcy Arthura Seyss-Inquarta do rządu w charakterze ministra spraw wewnętrznych z prawem wyłącznej kontroli aparatu policyjnego. Dopiero po tym, jak stało się jasne, iż dotychczasowy sojusznik Austrii i protektor jej niepodległości, Włochy, nie interweniuje w jej obronie jak w 1934 r., Miklas skapitulował, mianując 11 marca 1938 r. na żądanie Niemców Seyss-Inquarta ministrem i kanclerzem. Na jego też ręce 13 marca 1938 r.  złożył urząd prezydenta.
W czasie anschlussu do jego ochrony osobistej należał członek austriackiej SS Otto Skorzeny. Do końca wojny prezydent Miklas pozostawał w areszcie domowym.

## Odznaczenia
- Wielka Gwiazda Odznaki Honorowej za Zasługi dla Republiki Austrii[1]